# Qian Min
Qian Min, em chinês:  钱敏; (9 de agosto de 1915 – 6 de janeiro de 2016) foi um político da República Popular da China. Ele nasceu em Wuxi, Jiangsu. Ele foi comitê secretário do Partido Comunista da China e prefeito de Chongqing.Morreu aos 100 anos de idade em 6 de janeiro de 2016.